# Polly Adler – Eine Frau sieht rosa
Polly Adler – Eine Frau sieht rosa ist ein österreichischer Fernsehfilm aus dem Jahr 2005. Er basiert auf der fiktiven Zeitungskolumnistin Polly Adler, die von Angelika Hager ins Leben gerufen wurde. Als Regisseur fungierte Peter Ily Huemer. Die Komödie wurde am 29. Dezember 2005 auf dem Fernsehsender ORF 1 erstmals ausgestrahlt.

## Handlung
Die Handlung des Films wurde so umgesetzt, dass die fiktive Kolumnistin Polly Adler erstmals in ein Gesellschaftsumfeld eingebaut wurde. Sie hat eine Tochter in der Pubertät, die ihr Sorgen bereitet. Außerdem will ihr Ehemann, ein Architekt, sich scheiden lassen, da dieser sich in eine Klientin verliebt hat. Nachdem sie einen politischen Skandal aufgedeckt hat, wirkt sie in der Öffentlichkeit als selbstbewusste, erfolgreiche Frau, während sie im Privatleben mit ihren Problemen nur schwer zurechtkommt.
Der auf Spannung/Entspannung zielende Höhepunkt im Handlungsstrang ist Polly Adlers (an ihrer Seite Florian Teichtmeister) investigativ-journalistische Leistung, einem Regierungsmitglied (August Schmölzer) Homosexualität nachzuweisen und, zu guter Letzt, ihn zu überzeugen, einem Outing im Wege einer Titelgeschichte im Magazin von Pollys Arbeitgeber Anatol Grünberg (Wolfgang Böck) zuzustimmen.

## Produktion
Der Film wurde von der österreichischen Firma CULT-Film produziert. Außerdem an der Produktion beteiligt waren teamWorx und der österreichische Rundfunk. Die Handlung spielt in Wien, Schauplätze waren unter anderem das Burgtheater und die Eden Bar im ersten Wiener Gemeindebezirk Innere Stadt. Da die Erstausstrahlung in Österreich überraschend gute Quoten erzielen konnte, wurde eine vorerst vierteilige Comedyserie zum Film produziert. Im September 2007 wurde die Produktion auch erstmals in Frankreich auf TV1 unter dem Namen Les Chroniques de Polly im Nachmittagsprogramm gezeigt. Den Titelsong zum Film spendete das österreichische Popduo Papermoon mit On My Way.